# Pseudopenis Phthiraptera
Pseudopenis – element samczych narządów genitalnych u Phthiraptera.
Pseudopenis to narząd powstały w wyniku rurkowatego zrośnięcia się endomer. Występuje on, gdy prącie (penis) jest cienkie i silnie zredukowane.
U podrzędu wszy pseudopenis definiowany jest jako dość dużych rozmiarów skleryt wchodzący w skład elementów usztywniających edeagusa, określanych jako statumen penis. Według F. Piotrowskiego nazwa pseudopenis może być nieodpowiednia w niektórych przypadkach, np. u wszy ludzkiej.